# Lijst van windmolens in Hauts-de-France
De volgende lijst toont een aantal windmolens in de Franse regio Hauts-de-France.

## Noorderdepartement
| Naam molen                           | Gemeente                 | Type molen | Bouwjaar | Foto                               |
| ------------------------------------ | ------------------------ | ---------- | -------- | ---------------------------------- |
| Moulin Brunet                        | Walincourt-Selvigny      |            |          |                                    |
| Casteelmeulen                        | Kassel                   |            |          | Casteelmeulen                      |
| Moulin Delabaere                     | Hondschote               |            |          |                                    |
| Den Leeuw Meulen                     | Pitgam                   |            |          |                                    |
| Molen Deschodt of Deschodtmolen      | Wormhout                 |            |          | Molen Deschodt                     |
| Drievenmeulen                        | Steenvoorde              |            |          | Drievenmeulen                      |
| Moulin à Farine                      | Villeneuve-d'Ascq        |            |          |                                    |
| Moulin Hollebeke of Moulin d'Halluin | Halluin                  |            |          | Moulin Hollebeke                   |
| Hoflandmeulen                        | Houtkerke                |            |          | Hoflandmeulen                      |
| Moulin Blanc                         | Saint-Amand-les-Eaux     |            |          |                                    |
| Moulin Le Briez of Moulin des Huttes | Grevelingen              |            |          |                                    |
| Moulin Loquet                        | Grevelingen              |            |          |                                    |
| Molen Meesemaeker                    | Loberge                  |            |          |                                    |
| Bergmolen of Molen van de Berg       | Waten                    |            |          | Moulin de la Montagne              |
| Noordmeulen                          | Hondschote               |            |          | Noordmeulen                        |
| Noordmeulen                          | Steenvoorde              |            |          | Steenvoorde                        |
| Moulin des Olieux                    | Villeneuve-d'Ascq        |            |          |                                    |
| Ondankmeulen                         | Boeschepe                |            |          | Ondankmeulen                       |
| Moulin du Rhin                       | De Moeren                |            |          |                                    |
| Moulin de la Roome                   | Terdegem                 |            |          | Moulin de la Roome                 |
| Moulin de Saint-Vaast-en-Cambrésis   | Saint-Vaast-en-Cambrésis |            |          | Moulin de Saint-Vaast-en-Cambrésis |
| Steenmeulen of Arnold's Meulen       | Terdegem                 |            |          | Steenmeulen                        |
| Moulin Tablette                      | Maubeuge                 |            |          |                                    |
| Moulin de Vertain                    | Templeuve                |            |          |                                    |
| Spinnewyn of Moulin de la Victoire   | Hondschote               |            |          | Spinnewyn                          |

## Departement Pas-de-Calais
| Naam molen     | Gemeente              | Foto           |
| -------------- | --------------------- | -------------- |
| Moulin Lebriez | Mentque-Nortbécourt   | Moulin Lebriez |
| Grand Moulin   | Saint-Martin-au-Laërt | Grand Moulin   |